# Bataclan

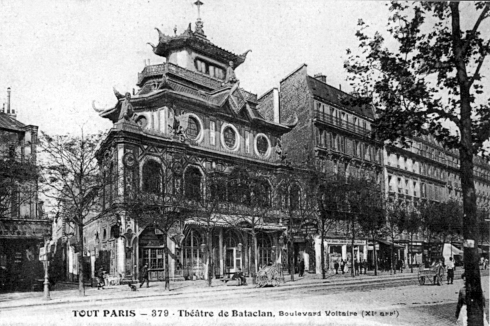
De Bataclan rond 1900, toen nog met pagodedak

De Bataclan (oorspronkelijk: Ba-Ta-Clan) is een theater aan de Boulevard Voltaire in het 11e arrondissement van de Franse hoofdstad Parijs. De naam verwijst naar de gelijknamige operette van Jacques Offenbach.

## Geschiedenis
De Bataclan werd ontworpen door Charles Duval. Op 3 februari 1865 ging het etablissement open als café chantant in Chinese stijl, met een café en theater op de eerste verdieping en een balzaal op de bovenste verdieping. Tijdens de Frans-Duitse Oorlog van 1870 deden enkele van de zalen dienst als ziekenboeg.
De Bataclan werd vooral bekend door vaudevilles die er werden gegeven, werken van onder meer Scribe, Bayard, Mélesville en Dumersan. De Franse zanger-acteur Maurice Chevalier behaalde hier zijn eerste theatersuccessen. Van 1926 tot 1969 deed een deel van gebouw dienst als bioscoop.
In 1933 brak er brand uit. In 1950 werd het gebouw deels gesloopt in verband met nieuwe bouwvoorschriften. De kleuren van de opvallende gevel werden in 2006 gerestaureerd in hun oorspronkelijke staat, maar het originele pagodedak bestaat niet meer.
Tegenwoordig biedt de Bataclan een gevarieerd aanbod aan amusement, waaronder stand-upcomedy, disco en popconcerten.

### Terroristische aanslag
Op 13 november 2015 was de Bataclan het doelwit van een van de terroristische aanslagen in Parijs, terwijl er een concert aan de gang was van de Palm Desert Scene-band Eagles of Death Metal. Hierbij kwamen 89 bezoekers om het leven.
Het Bataclan bleef hierna bijna een jaar lang gesloten. Op 12 november 2016 was er voor het eerst sinds de aanslagen weer een optreden (van Sting).